# Astrothamnus echinaceus
Astrothamnus echinaceus är en ormstjärneart som först beskrevs av Matsumoto 1912.  Astrothamnus echinaceus ingår i släktet Astrothamnus och familjen medusahuvuden. Inga underarter finns listade i Catalogue of Life.